# Julius Schätzle
Julius Schätzle (* 19. November 1905 in Furtwangen; † 31. März 1988 oder 31. August 1988 in Stuttgart) war ein deutscher Politiker der KPD und der DKP. Von 1946 bis 1950 gehörte er dem Landtag von Württemberg-Baden an.

## Leben und Beruf
Schätzle, Sohn eines Uhrmachermeisters, absolvierte die Lehre zum Schreiner und war im erlernten Beruf tätig.
Im Juni 1932 wurde er wegen Verstößen gegen das Pressegesetz in Stuttgart verhaftet, im Januar 1933 wurde er deswegen vom Reichsgericht in Leipzig zu eineinhalb Monaten Gefängnis verurteilt. Seine Haft verbüßte er bis Weihnachten 1933 im Landgefängnis Ulm. Danach wurde er aber nicht entlassen, sondern der Gestapo überstellt, welche ihn ins KZ Oberer Kuhberg brachte. Im Mai 1934 wurde er endgültig entlassen und kehrte in den Beruf des Schreiners zurück.
Im Dezember 1935 wurde Schätzle, aufgrund des Vorwurfs illegaler kommunistischer Kontakte, etwa zum Polleiter der KPD Württemberg, Stefan Lovasz, erneut verhaftet und in Untersuchungshaft genommen. Das Oberlandesgericht Stuttgart verurteilte ihn zu zweieinhalb Jahren Gefängnis. Er wurde zunächst in Ulm und in der Nähe von Papenburg interniert, danach in den Konzentrationslagern in Welzheim, Dachau, Flossenbürg, Mauthausen und Neuengamme. Ende April 1945 wurde er, zusammen mit anderen Häftlingen, auf der Cap Arcona untergebracht, die am 3. Mai 1945 von britischen Jagdbombern versenkt wurde. Schätzle überlebte den Angriff.
Im September 1945 kehrte er nach Stuttgart zurück und übernahm eine Stelle im Amt für Wiedergutmachung. Von 1952 bis 1955 war er Sekretär des Gesamtdeutschen Arbeitskreises Land- und Forstwirtschaft.
1946 brachte Schätzle sein Buch Wir klagen an! heraus, welches von seiner Haftzeit zur Zeit des Nationalsozialismus handelt. 1974 veröffentlichte er mit Stationen der Hölle einen Erfahrungsbericht über die Konzentrationslager im heutigen Baden-Württemberg.

## Politik
1920 schloss sich Schätzle der Kommunistischen Jugend Deutschlands an, vier Jahre später auch der KPD und dem Roten Frontkämpferbund (RFB), dort war er Bezirksleiter für Württemberg. Nachdem der RFB 1929 verboten wurde, war er nunmehr im AM-Apparat der Bezirksleitung Württemberg tätig, für eine Schulung hielt er sich 1931 in Moskau auf. Nach dem Krieg war er als hauptamtlicher Funktionär in der Landesleitung der KPD Württemberg tätig, ab 1951 gehörte er dem Parteivorstand an. Bei der Landtagswahl 1946 wurde Schätzle über die Landesliste in den württemberg-badischen Landtag gewählt, dem er eine Wahlperiode lang bis 1950 angehörte. 1969 schloss er sich der DKP an.